# Wilhelm-Külz-Straße 30 (Weimar)

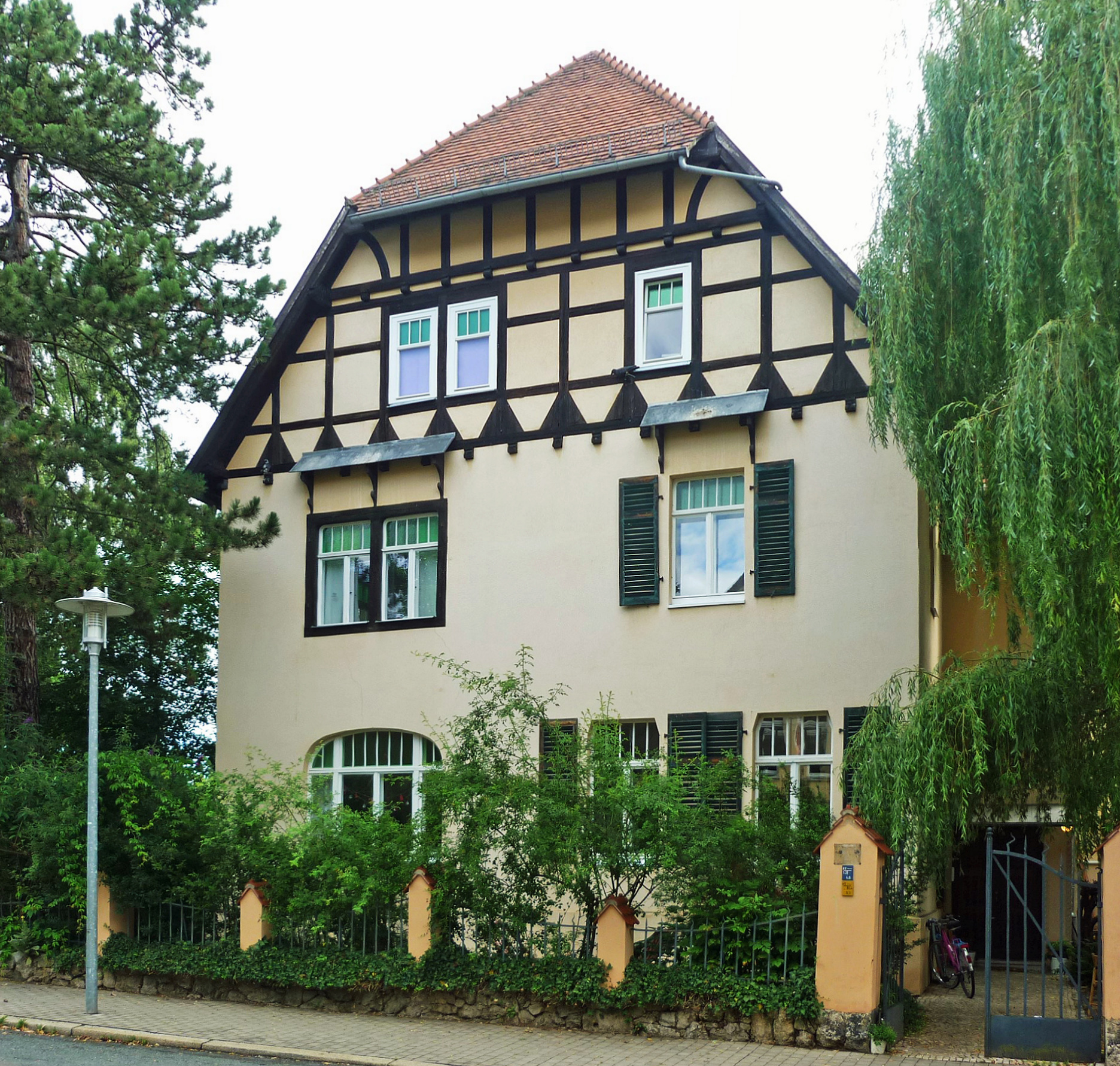
Wilhelm-Külz-Straße 30

Das Haus Wilhelm-Külz-Straße 30 in Weimar ist eine denkmalgeschützte Villa aus dem Jahr 1905. Zur Erbauungszeit hieß die Straße Südstraße.
Der Entwurf und die Bauausführung stammt von Max Hickethier. Das zweigeschossige Gebäude mit Krüppelwalmdach und Fachwerkgiebel entspricht dem Typus des Landhauses. Keller- und Erdgeschoss ist mit Bruchstein aufgerichtet.